# Jacques Bonfrère
Jacques Bonfrère (Dinant, 12 de abril de 1573 -Tournai 9 de mayo de 1642) fue un exegeta jesuita. 

## Vida
Durante su formación jesuita, hizo la teología en Lovaina, bajo la dirección, entre otros, de Cornelio a Lapide. Prefecto de estudios (1619-1621) en el colegio de la Compañía de Dinant, fue profesor de Sagrada Escritura en el escolasticado de la provincia franco-belga de Douai, así como rector (1630-1632) del Colegio Escocés. Luego, pasó a Tournai.
Muy versado en lenguas antiguas y en Escritura, publicó obras exegéticas muy apreciadas, especialmernte un comentario al Pentateuco con una introducción general a la Sagrada Escritura y otro a los libros de Josué, Jueces y Rut con un diccionario de geografía sacra (Onomasticon). En su labor exegético, buscó sobre todo establecer el sentido literal, comparando cuidadosamente la Vulgata con el texto hebreo, la Septuaginta y la paráfrasis caldea o Tárgum, mientras evitaba tanto la prolijidad, como la excesiva concisión.
Hizo también un comentario sobre los libros de los Reyes y las Crónicas, pero todos los ejemplares del libro se destruyeron en un incendio de la imprenta de Tournai. Entre los manuscritos que dejó al morir, se han conservado unos comentarios sobre el Evangelio de Mateo y sobre otros libros del Antiguo y Nuevo Testamento.

## Obras
- Pentateuchus Moysis commentario illustratus, praemissis, quae ad totius Scripturae intelligentiam manuducant, praeloquiis perutilibus... (Amberes, 1625).
- Iosue, Iudices et Ruth, commentario illustrati. Accessit Onomasticon... (Paris, 1631).
- «In totam Scripturam Sacram Praeloquia», en J.-P. Migne, Scripturae Sacrae Cursus Completus (Paris, 1839) 1:5-242.